# Symphonie no 38 de Mozart
Prague
Pour les articles homonymes, voir Symphonie no 38.
 (août 2020).
La Symphonie no 38 en ré majeur dite "Prague", KV 504, est une symphonie composée par Wolfgang Amadeus Mozart fin 1786, alors que le compositeur allait bientôt avoir 31 ans.

## Historique
En 1786, le public autrichien, frivole et peu attachant, semblait en avoir assez de la musique de Mozart. Sa popularité allait décroissant, le nombre de concerts donnés et leur succès se réduisait, bref, le déclin de sa vie était annoncé. Cependant, l’estime dont il jouissait à Prague, capitale de la Bohême, ne faiblissait pas. Pour remercier la cité, Mozart emporta, lorsqu’il dut s’y rendre pour les répétitions de Don Giovanni et des Noces de Figaro, une symphonie inédite, probablement écrite plusieurs mois plus tôt mais qui n’avait jamais été exécutée : la Symphonie no 38 en ré majeur "Prague".

## Instrumentation
| Instrumentation de la symphonie no 38                                  |
| Cordes                                                                 |
| Premiers violons, seconds violons, altos, violoncelles et contrebasses |
| Bois                                                                   |
| 2 flûtes 2 hautbois 2 bassons                                          |
| Cuivres                                                                |
| 2 cors en ré 2 trompettes en ré                                        |
| Percussions                                                            |
| Timbales en ré et la                                                   |

## Structure
Introduction de l'Adagio :
La lecture audio n'est pas prise en charge dans votre navigateur. Vous pouvez télécharger le fichier audio.
début de l'Allegro :
La lecture audio n'est pas prise en charge dans votre navigateur. Vous pouvez télécharger le fichier audio.
Introduction de l'Andante :
La lecture audio n'est pas prise en charge dans votre navigateur. Vous pouvez télécharger le fichier audio.
Introduction du Presto :
La lecture audio n'est pas prise en charge dans votre navigateur. Vous pouvez télécharger le fichier audio.
Cette œuvre, contemporaine à la composition de deux opéras majeurs, porte les traces de l'opéra, tout comme son "œuvre jumelle", le Concerto pour piano no 25 en ut majeur, KV 503. Son découpage est curieux, car elle ne comporte pas de menuet, contrairement aux autres œuvres symphoniques de l’époque. Ce mouvement dansant aurait gêné le travail que Mozart pouvait accomplir en trois mouvements seulement :
1. Adagio, Allegro, en ré majeur, à , 302 mesures, adagio : mesures 1-36, allegro : mesures 37-302, deux sections répétées deux fois (mesures 37-142 et 143-302)
2. Andante, en sol majeur, à 
, 148 mesures, les trompettes et les timbales se taisent
3. Presto, en ré majeur, à 
, 350 mesures

Durée : environ 31 minutes
La très longue introduction du premier mouvement, Adagio, se rapproche des accents en ré mineur tragiques de l’opéra sérieux. L’Allegro qui suit est admirable et très gai, mais constamment tendu, agité par deux thèmes principaux qui reviennent très fréquemment.
L’Andante, plus classique dans l’écriture, surtout en ce qui concerne les bois et les vents, présente une architecture tout en espace très plaisante, quoiqu’un peu diffuse et traînante lorsque l’interprétation comporte une reprise.
Le Presto final, incisif et léger, est l’antithèse parfaite de l’introduction tragique. Se basant sur un thème dérivé du deuxième acte des Noces de Figaro, lorsque Chérubin saute par la fenêtre pour échapper au comte, il possède toutefois un développement angoissé et dramatique, où les décalages rythmiques et les alternances de dynamique, de langage et de timbre se pressent en un tourbillon tendu.
Cette symphonie, qui reste l’une des plus populaires aujourd’hui, est une merveille de maturité, notamment dans l’écriture inventive pour les bois qui abondent dans les mouvements extrêmes, et le traitement original du contrepoint, qui préfigure déjà le final fugué de la symphonie "Jupiter".